# Costituzione della Romania del 1948
La Costituzione della Romania del 1948 fu la prima costituzione adottata dopo l'istituzione del regime comunista, che sancì in legge. È stata modellata sulla Costituzione sovietica del 1936 e adottata dalla Grande Assemblea Nazionale (MAN) il 13 aprile 1948, ed è stata pubblicata su Monitorul Oficial lo stesso giorno. La Repubblica Popolare Rumena è stata definita come "stato popolare unitario e sovrano" che "è venuto alla luce attraverso una lotta guidata dal popolo, dalla classe operaia alla loro testa, contro il fascismo, la reazione e l'imperialismo".
Ha proclamato il principio della sovranità popolare, che "esercita il suo potere attraverso organi rappresentativi, eletti con voto universale, uguale, diretto e segreto". In realtà, poiché un singolo partito (il Partito dei Lavoratori Rumeno) controllava tutte le leve del potere, questo principio non fu mai messo in pratica. In un primo atto costituzionale in Romania, sono state introdotte disposizioni riguardanti la struttura socio-economica della società, che indica l'esistenza di tre categorie di proprietà: la proprietà statale ("come beni dell'intera cittadinanza"), cooperativa e privata. La natura superiore della proprietà di proprietà statale è stata enunciata, così come il dovere di ogni cittadino di contribuire all'espansione della sua portata. Per fornire una base costituzionale alle ondate di nazionalizzazione che sarebbero seguite, è stato previsto che "quando l'interesse generale lo richiede, i mezzi di produzione, le banche e le società di assicurazioni, che sono proprietà privata di persone fisiche o giuridiche, possono diventare proprietà statale, che è un bene pubblico, alle condizioni previste dalla legge". Lo stato doveva difendere i "lavoratori" contro lo "sfruttamento" e aumentare il tenore di vita. Fu introdotto il principio di guidare e pianificare l'economia nazionale, mentre il commercio interno ed estero era regolato e controllato dallo stato.
Per quanto riguarda i diritti e le libertà, l'uguaglianza davanti alla legge è stata garantita per tutti i cittadini, ai quali è stato anche assicurato il diritto di votare ed essere eletti, e di lavorare e riposare. Alle minoranze è stato permesso di usare le loro lingue nell'educazione, e la libertà di coscienza e di religione era prevista nell'ambito delle religioni riconosciute dallo Stato, purché queste non violassero "sicurezza pubblica e buona morale". Sono stati inclusi anche la libertà di stampa, di parola e di assemblea e associazione. In realtà, tutti i diritti proclamati dalla Costituzione furono sistematicamente e severamente violati nei primi anni del regime comunista, quando iniziò la repressione senza precedenti nella storia rumena. La Grande Assemblea Nazionale divenne l'organo supremo del potere statale, "eletto" per un mandato di quattro anni. Il potere esecutivo era esercitato da un governo, responsabile delle sue attività dinanzi alla Grande Assemblea Nazionale. Gli organi locali del potere statale erano i Consigli popolari, anch'essi eletti per quattro anni. Per quanto riguarda il potere giudiziario, ai giudici associati (asesori populari) del popolo è stato concesso il diritto di sedersi in giudizio. La subordinazione del sistema giudiziario alle autorità comuniste è stata prevista, tra l'altro, garantendo all'ufficio del procuratore il ruolo di punire "i crimini contro l'ordine democratico e la libertà, gli interessi economici, l'indipendenza nazionale e la sovranità dello Stato rumeno". La Costituzione del 1948, che conteneva 105 articoli in 10 titoli, fu modificata una volta, nel marzo 1952, e abrogata il 24 settembre 1952, quando entrò in vigore una nuova costituzione.